# 派恩本德 (明尼蘇達州)
派恩本德（英語：Pine Bend）是位於美國明尼蘇達州馬諾門縣艾蘭萊克鎮區的一個普查規定居民點。

## 人口
根據2020年美國人口普查的數據，派恩本德的面積為3.27平方千米，當中陸地面積為3.25平方千米，而水域面積為0.01平方千米。當地共有人口31人，而人口密度為每平方千米9.48人。